# Schwanengesang (Schubert)
Der Schwanengesang (D 957) ist eine Sammlung von Liedern des Komponisten Franz Schubert (1797–1828). Die Lieder entstanden August bis Oktober 1828. Die Werkzusammenstellung beinhaltet vertonte Gedichte von Ludwig Rellstab, Heinrich Heine und eins von Johann Gabriel Seidl. Da es sich um Schuberts letzte größere Komposition handelt, erhielt die postum veröffentlichte Sammlung nachträglich den Namen Schwanengesang, traditionell die Bezeichnung für das letzte Werk eines Künstlers.
Die Sammlung wurde ein Jahr nach Schuberts Tod von seinem Verleger Tobias Haslinger zusammengestellt. Da die 13 Lieder im Autograph unmittelbar hintereinander niedergeschrieben stehen, spricht vieles dafür, dass Schubert sie tatsächlich als einen zusammenhängenden Zyklus konzipiert hatte. Andererseits hatte Schubert die sechs Heine-Lieder einem anderen Verleger separat zur Veröffentlichung angeboten, so dass man die Rellstab- und die Heine-Lieder wohl zumindest als jeweils eigenständige Gruppen innerhalb der Sammlung betrachten kann.
Mit Sicherheit nicht als zur Sammlung gehörig konzipiert hatte Schubert das Lied Die Taubenpost auf einen Text von Johann Gabriel Seidl, das von Haslinger eigenmächtig hinzugefügt wurde und thematisch zum ersten Lied des Zyklus zurückführt.

## Inhalt
1. Liebesbotschaft (Ludwig Rellstab)
2. Kriegers Ahnung (Ludwig Rellstab)
3. Frühlingssehnsucht (Ludwig Rellstab)
4. Ständchen (Ludwig Rellstab)
5. Aufenthalt (Ludwig Rellstab)
6. In der Ferne (Ludwig Rellstab)
7. Abschied (Ludwig Rellstab)
8. Der Atlas (Heinrich Heine)
9. Ihr Bild (Heinrich Heine)
10. Das Fischermädchen (Heinrich Heine)
11. Die Stadt (Heinrich Heine)
12. Am Meer (Heinrich Heine)
13. Der Doppelgänger (Heinrich Heine)
14. Die Taubenpost (alternativ: D 965a) (Johann Gabriel Seidl)

## Erstdruck
Die Erstausgabe erschien im März 1829 im Verlag von Tobias Haslinger in Wien.

## Bearbeitungen
Franz Liszt schuf 1840 eine Transkription der Lieder für das Klavier solo ohne Gesang (S. 560).